# 妄想代理人
《妄想代理人》是由MADHOUSE製作，今敏導演的日本動畫作品。於2004年2月2日開始在WOWOW衛星頻道播出。全13話。這是今敏導演的第一部也是唯一一部電視動畫。獲選為2004年第八屆日本新媒體動漫藝術節動畫部門推薦的作品。

## 登場人物
鷺月子（さぎ つきこ、聲優：能登麻美子）
吉祥物角色設計師。「少年球棒」事件第一位被害者。第一話初登場。
個子矮小，娃娃臉。個性單純，喜歡向自己創造的布偶瑪洛美傾吐心聲。在遇襲之後產生心理陰影，在第6集中在妙子遭遇攻擊時於審問室裡面當場昏厥過去。
有著「自己沒錯，都是別人的錯」還有「逃避現實」的心態，十年前瑪洛美被撞死時，只怪貨車駕駛和不敢和父親講的負面心態讓她創造出「少年球棒」。後來身體被「少年球棒」吞噬，讓月子回到十年前瑪洛美被撞死的那天，最後決定向牠道歉，也讓「少年球棒」從此消失。兩年後剪短了頭髮，並已經轉職。
瑪洛美（マロミ、聲優：桃井晴子）
鷺月子創造的吉祥物。外型像狗的粉紅色生物，當月子受到委屈時都會安慰她都是別人的錯。第一話初登場。
其原型來自於月子十年前養的寵物，因為月子一時的不注意放開了狗链跑到馬路上，然後被貨車給撞死。
後來該形像被製作成動畫，不過在第一集動畫製作到最後的階段時，包括導演在內所有的相關製作人員都因為不明原因的意外（一部分是少年球棒所致）而死亡。
猪狩慶一（いかり けいいち、聲優：飯塚昭三）
負責調查少年球棒事件的警察，個性老派頑固，認為一切案件都得用科學方法偵辦。在狐塚誠在監獄中被「少年球棒」打死後遭到開除，最後改行當工地警衛，並感嘆自己已經不適合在這個時代。第一話初登場。
十一話時，掉進了屬於自己歸屬的異空間，讓他一度不想回現實世界，連馬庭勸他回來幫忙解決「少年球棒」所帶來的破壞也不肯，直到老婆過世前向他道別才讓他覺悟，接著拿球棒破壞異空間的一切事物，並回到現世迎戰「少年球棒」。兩年後繼續當著工地警衛。
馬庭光弘（まにわ みつひろ、聲優：關俊彦）
另一名警察，猪狩的下屬，個性隨和，常憑直覺辦案。第一話初登場。
調查中途在月子於審問室裡昏倒以後，與豬狩意見分歧而開始獨自一人調查，發現了許多受害者都是被某件事情逼得走投無路時才被襲擊的共通點，並認為狐塚誠一定會遭到攻擊，但趕到時狐塚誠早已被「少年球棒」打死，最後因此遭到開除。
被開除後化身成雷達超人，一邊調查「少年球棒」的真相，一邊阻止「少年球棒」的暴行，後來得知「少年球棒」的來歷之後便向月子和猪狩說出真相，並勸月子正視內心的陰影，最後被「少年球棒」打飛一頭撞進建築物。兩年後變得像老爺爺一樣用粉筆畫著複雜的計算式，並同樣進行播報夢告的行為。
川津明雄（かわず あきお、聲優：内海賢二）
追踪神秘襲击事件的記者，由於過失讓一位老爺爺受傷而積欠一堆醫藥費，為了賺錢，多次找鷺月子詢問「少年球棒」的事件始末，在追逐鷺月子時被「少年球棒」擊昏，成為第二位受害者。第一話初登場。
鯛良優一（たいら ゆういち、聲優：山口真弓）
住在案發現場附近的小學生。學業、運動、人氣樣樣完美。可是因脚踩金色溜冰鞋，戴棒球帽等外部特徵被人懷疑是「少年球棒」，人氣因此下滑被欺凌。起初在兒童會會長競選時，以為是競爭對手牛山想要抹黑他而興師問罪。可是在牛山遇襲之後變成了眾矢之的，感到自己已被迫入絕路。因此遇襲後反而釋懷了。「少年球棒」事件第四位受害者。第二話初登場。
牛山尚吾（うしやま しょうご、聲優：津村真琴）
轉校生，和優一競爭兒童會會長。在案發現場附近回家時被襲擊。「少年球棒」事件第三位受害者。第二話初登場。
接受調查時與其他受害者不同，身上沒有馬庭所認為的有明顯的煩惱與困擾。
蝶野晴美（ちょうの はるみ、聲優：三石琴乃）
担當大學研究室助手的粉領族，兼任鯛良優一的家庭教師。多重人格疾患者，另一重人格叫瑪丽亞。「少年球棒」事件中第五位受害者。第二話初登場。
受身份認同困擾，被研究室的研究員前輩笠秋彥求婚後答應了，並拍了一張新婚照片和訂製訂婚戒指。然而在過程中卻受到另一重人格瑪丽亞給阻擾，用不堪入耳的話語來羞辱原來的人格，曾多次把另一人格擁有的所有物品丟掉但未果，然後被強迫拉去做原本妓女的工作，但因為不從就在街上拉鋸著，臉也變成了非常恐怖的小丑。
瑪丽亞（マリア）
妓女。蝶野晴美的另一重人格，個性與原本的人格相反，既豪邁又奔放。會用電話及答錄機等能記錄的東西來錄下令原來的人格不堪入耳的話語。第三話初登場。
龜井正志（かめいまさし、聲優：陶山章央）
御宅族，馬庭曾到他的房間藉由他的公仔來找尋「少年球棒」的線索。第一話初登場。
狐塚誠（こつか まこと、聲優：阪口大助）
少年球棒事件中被逮捕的中學生。第三話初登場。但狐塚只是一个模仿犯，真正的「少年球棒」另有其人。
因為想要襲擊蛭川失風而被逮捕。在審問中，因為非常喜歡電腦遊戲，而把現實與虛擬融合成一體，並使用遊戲用語，自稱「聖戰士」。然後說那四位受害者是遊戲中被心魔附身的村民角色，必須要打倒不可。雖然只承認有打了牛山及蛭川，但因為回答不出其他受害者的情況與受害者的指認下而被拘留，最後被真正的「少年球棒」在獄中給秘密處決。
在被拘留以前以抱著非常恐懼的情緒，要求馬庭去找那位「老師」，然後解開真相。
蛭川雅美（ひるかわ まさみ、聲優：中嶋聡彦）
警察。但不務正業和黑道掛勾，結果反倒被黑道威脅而欠一屁股債，最後鋌而走險開始四處搶劫。「少年球棒」事件第六位受害者，但沒被打昏反而將“少年球棒”（其實是狐塚誠）逮捕。第三話初登場。
在第三集開始偷東西以前會先看一段熱血漫畫，然後再戴上摔角手的面具闖民宅行搶，曾受到臉變成小丑的蝶野的驚嚇。第六集被女兒妙子發現在妙子房間安裝的偷拍攝影機。妙子失憶後精神大受打擊，此後的時間都跟著妙子一起發呆。
蛭川妙子（ひるかわ たえこ、聲優：水樹奈奈）
蛭川雅美的獨生女。知道父親的愚昧行為，厭惡自己和父親。「少年球棒」事件第七位受害者，被少年球棒襲擊後喪失記憶。第四話初登場。
半田順次（はんだ じゅんじ、聲優：鄉里大輔）
日本黑道分子，經營一間應召站，平時被蛭川雅美掩護著，但代價是要讓蛭川免費進行性交易；瑪莉亞（蝶野晴美）就是旗下的妓女，蝶野晴美遇襲之後，半田為了不讓應召站跟著被曝光，答應蛭川而給了封口費。第三話初登場。
有一名叫做真壁（聲優：藤原啟治）的手下。負責向蛭川討各式各樣名目上的費用。
老婆婆（聲優：京田尚子）
事發現場附近的露宿者。月子襲击事件的重要見証人。第一話初登場。
行蹤不定，在第五集時經由電玩遊戲的提示中表示固定出現的地方在公園。在接受兩名警探的詢問時曾流淚地表示想要見孫女，然後在帳篷被狂風吹毀之際突然消失，後來落入水溝中，最後獲救在醫院和孫女相聚。
老爺爺（聲優：槐柳二）
醫院裡面的老人。呆滯的眼神為其特徵，經常一心一意地在醫院外的柏油路上用粉筆畫著複雜的計算式（第三集則變成在醫院的走廊地板上畫畫）。第一話初登場。
已知有一位兒子（聲優：家中宏），曾經為了討龐大的醫藥費和養老費的事情而向川津吵得不可開交。
最初馬庭於醫院看到他時感到有點壓迫感，然後在馬庭的夢中以魔術師的身分出現。第11集時已確認是狐塚口中說的「老師」，在夜裡說完了最後的暗示後撒手人寰，然後在猪狩的妻子因為病弱過世時出現在夢中接受其請求。
在每話的夢告（下集預告）中以穿著燕尾服的模樣在不同的背景裡登場，會講著讓人不知其意義的句子來暗示接下來的劇情，並以「接下來」這句話做為總結。（第12集的夢告改成了「驚人的結局」做為總結。）
少年球棒（しょうねんバット、聲優：阪口大助）
大約小學五六年級生年紀，戴著鴨舌帽和金牙、穿著溜冰鞋、手持金屬球棒的少年。
剛開始大多數人都以為只是一個隨便攻擊路人的小學生，但後來根據馬庭的想法表示，只要有在社會上被某件事情逼得走投無路的人，他就會在各個地方（無論那個地方是在拘留所或廁所、公寓和高速公路上）出現並給予致命的一擊，有時被攻擊的對象還會在心理上獲得解脫（不過嚴重的會死亡）。
它的存在就像言靈一樣, 起初只是一人逃避壓力妄想之下的產物。因模仿犯，同樣感到自己被迫上絕路的人與及謠言妄想都市傳說等助力之下漸漸變得強大，具像化（跟已死者不同，有影子，能對現實的人，城市造成破壞）。
面對想要從感到自己被迫上絕路中解脫的人會出現並出手襲擊，然而面對並非一心求解脫或是意志堅定的人卻顯得無力反而想要逃走或者無從入手。
在第12集被已經去月子老家調查過的馬庭指出少年球棒只是一個由月子在小時候愛犬被車撞死時，心生怨恨與妄想下所創造出來的「產物」而已。在猪狩的妻子面前因為無法攻擊而自我爆走，進而巨大化、變成黑色不明物體想藉由所有的瑪洛美玩偶吞噬整個東京市。最後在月子釋懷之下，冷冷地說了聲再見後消失。

### 其他人物
這裡的登場人物和主要的受害者非直接關係，主要以登場集順。
笠秋彥（かさ あきひこ、聲優：小林俊夫）
某大學裡面的研究員，同時也是晴美的上司。向晴美主動提議交往之下展開約會、然後拍攝結婚紀念照，但是尚未去登記。從未注意到晴美的多重人格疾患與瑪麗亞的人格存在。
海鷗（かもめ、聲優：富永美衣奈）
自殺志願者網站會員之一。天真開朗的小女孩。
冬蜂（ふゆばち、聲優：川久保潔）
自殺志願者網站會員之一。戴眼鏡的老人。
手上總是拿著糖果的包裝袋，有要服用身上隨身攜帶的藥的隱疾。在跟海鷗跟斑馬相約一起自殺的過程中漸漸意識到驚人的事實。
斑馬（ゼブラ、聲優：松本保典）
自殺志願者網站會員之一。粗壯的青年。
猿田直行（さるた なおゆき、聲優：吉野裕行）
某動畫公司的製作進行。其矮小的個子和看似沒有才能的面孔為其特徵，因為經常性的闖禍被總導演和其他製作人員給憎恨。由於沒有反省、不全盤承認自己犯下的錯就反而憎恨總導演與其他人。
後來在運送剛製作完成的《小睡的瑪洛美》第一集母片到電視台途中，於憎恨和妄想的壓力下陷入了被少年球棒給追擊的虛幻夢境與正在行駛於高速公路上的現實世界中打轉的情況，最後不知原因後腦勺出血橫死在馬路上。

## 製作團隊
- 原作、總導演－今敏
- 劇本統籌－水上清資
- 角色設計－安藤雅司
- 色彩設計－橋本賢
- 攝影監督－須貝克俊
- 編輯－瀨山武司
- 音響監督－三間雅文
- 音樂－平澤進
- 製作人 - 鶴崎りか、宇田充、後藤秀樹、岩瀬安輝、長谷川德司
- 動畫製作－MADHOUSE
- 製作－「妄想代理人」製作委員會（Asmik Ace娛樂、GENEON ENTERTAINMENT USA、東北新社、MADHOUSE、WOWOW）

## 主題曲
片頭曲「夢の島思念公園」
作詞、作曲、編曲 - 平澤進
片尾曲「白ヶ丘-マロミのテーマ」
作曲、編曲 - 平澤進

## 劇集列表
| 話數   | 日文標題 | 中文標題       | 腳本     | 分鏡                | 演出         | 作畫監督                              | 美術監督 | 播放日期      |
| ------ | -------- | -------------- | -------- | ------------------- | ------------ | ------------------------------------- | -------- | ------------- |
| 第1話  |          | 少年球棒登場   | 水上清資 | 今敏                | 平尾隆之     | 鈴木美千代                            | 池信孝   | 2004年 2月2日 |
| 第2話  |          | 金色直排輪     | 水上清資 | 鰐淵良宏            | 遠藤卓司     | 鈴木美千代                            | 池信孝   | 2月9日        |
| 第3話  |          | 雙唇           | 水上清資 | 高橋敦史            | 遠藤卓司     | 赤堀重雄                              | 河野羚   | 2月16日       |
| 第4話  |          | 男子漢之道     | 水上清資 | 高橋敦史            | 高橋敦史     | 三原三千夫                            | 池信孝   | 2月23日       |
| 第5話  |          | 聖戰士         | 吉野智美 | 佐佐木守 島崎奈奈子 | 島崎奈奈子   | 佐佐木守                              | 猪田薫   | 3月8日        |
| 第6話  |          | 直擊的不安     | 水上清資 | 鶴岡耕次郎          | 鶴岡耕次郎   | 江口寿志                              | 猪田薫   | 3月15日       |
| 第7話  | MHz      | MHz            | 水上清資 | 浜崎博嗣            | 浜崎博嗣     | 朝来昭子                              | 河野羚   | 3月22日       |
| 第8話  |          | 明朗的家族計劃 | 水上清資 | うつのみや理        | うつのみや理 | うつのみや理                          | 池信孝   | 4月5日        |
| 第9話  | IQ       | IQ             | 水上清資 | 今敏 高橋敦史       | 高橋敦史     | 井上俊之 浜崎博嗣                     | 桐山成代 | 4月12日       |
| 第9話  | LDK      | LDK            | 水上清資 | 今敏 高橋敦史       | 高橋敦史     | 板津匡覧                              | 岡田昌子 | 4月12日       |
| 第9話  | EBM      | EBM            | 水上清資 | 今敏                | 遠藤卓司     | 川名久美子                            | 河野羚   | 4月12日       |
| 第9話  | OH       | OH             | 水上清資 | 今敏                | 鈴木美千代   | 鈴木美千代                            | 河野羚   | 4月12日       |
| 第9話  | HR       | HR             | 水上清資 | 三原三千夫          | 高橋敦史     | 三原三千夫                            | 池信孝   | 4月12日       |
| 第9話  | TKO      | TKO            | 水上清資 | 今敏                | 遠藤卓司     | 井上俊之 鈴木美千代 濱洲英喜 羽山淳一 | 上原伸一 | 4月12日       |
| 第9話  | UMA      | UMA            | 水上清資 | 高橋敦史            | 高橋敦史     | 安藤雅司                              | 河野羚   | 4月12日       |
| 第9話  | SOS      | SOS            | 水上清資 | 高橋敦史            | 高橋敦史     | 三原三千夫                            | -        | 4月12日       |
| 第9話  | HH       | HH             | 水上清資 | 今敏                | 遠藤卓司     | 安藤雅司                              | 河野羚   | 4月12日       |
| 第9話  | ETC      | ETC            | 水上清資 | りんたろう          | 遠藤卓司     | 板津匡覧                              | 池信孝   | 4月12日       |
| 第10話 |          | 小睡的瑪洛美   | 吉野智美 | 佐藤龍雄            | 遠藤卓司     | 阿部純子 安藤雅司 山田勝哉            | 河野羚   | 4月19日       |
| 第11話 |          | 不得進入       | 水上清資 | 佐佐木守 島崎奈奈子 | 島崎奈奈子   | 佐佐木守                              | 池信孝   | 4月26日       |
| 第12話 |          | 雷達超人       | 水上清資 | 高橋敦史            | 高橋敦史     | 三原三千夫                            | 池信孝   | 5月10日       |
| 第13話 |          | 完結篇         | 水上清資 | 今敏                | 遠藤卓司     | 鈴木美千代                            | 池信孝   | 5月17日       |

### 劇情大綱
| 話數 |
| 1 |
| --- |
| 鷺月子是位內向的吉祥物設計師，她曾設計出高人氣角色瑪洛美，卻在設計下個吉祥物時遇到困難。某日她下班後被一個翻垃圾的拾荒老婦嚇了一跳，之後遭到不明人士手持金色棒球棍襲擊。在警察提問時，她將嫌疑犯描述成一位穿金色直排輪、戴紅色帽子的小學男生，年輕的警察馬庭很同情月子的遭遇，但年長的警察豬狩懷疑她在說謊。媒體大肆報導此事，稱犯人為「球棒少年」，網路輿論也造成月子的壓力。記者川津明雄跟蹤月子以查出更多細節，但他自己卻也遭到襲擊。 |
| 2 |
| 小學生鯛良優一原本很受歡迎，但因為他和媒體所描述的球棒少年很相似，因此在學校遭到排擠，優一只能向家庭教師蝶野晴美傾訴心事。優一懷疑是和自己競選兒童會會長的肥胖轉學生牛山尚吾在散播謠言，在優一私下指責尚吾時，其景象被人拍下，而照片也被散播給全班同學。尚吾出面替優一說話，讓優一的處境更加尷尬。另一方面，警探持續審問月子並懷疑優一。優一的生日到來，但除了母親和家教之外，沒有人參加生日派對。尚吾想安慰優一，但妒火攻心的優一卻希望尚吾遭到襲擊，就在他這麼想時，尚吾遭到球棒少年襲擊，之後優一妄想自己會因此聲名狼藉，並因此精神崩潰，而他隨後也遭到攻擊。 |
| 3 |
| 蝶野晴美患有解離性身分疾患，她試圖抵抗自己的另一個人格「瑪麗亞」繼續從事妓女工作，她的兩個人格以電話答錄訊息互相交流。晴美在大學研究所擔任助理的同事向她求婚，晴美雖然答應，但她害怕瑪麗亞被發現，便丟掉瑪麗亞的衣物，但正當她把衣服拿到垃圾場時，瑪麗亞出現並取回衣服。晴美的精神科醫師勸她務必將情況告訴未婚夫，當晴美的情緒瀕臨崩潰時，遭到了球棒少年襲擊。警探察覺到所有受害者被襲擊後，情緒似乎都變得輕鬆許多。 |
| 4 |
| 蛭川雅美是個體格魁梧的低階警員，儘管他聲稱自己以家為重，卻收受當地黑道的金錢和色情賄賂，瑪麗亞是他最喜歡的妓女。雅美收了大量賄賂，甚至用錢蓋了新房子，黑道老大真壁出面威脅他，要他吐回兩百萬元，否則房子可能會被燒毀。無奈之下，雅美蒙面行搶籌錢。之後他獨自走在夜路上，渴望有人能阻止自己，之後他遭到球棒少年襲擊，但與其他受害者不同的是，雅美並未倒地而是逮住了球棒少年，而被移送的球棒少年則接受豬狩和馬庭訊問。 |
| 5 |
| 高中生狐塚誠被視為球棒少年而逮捕，狐塚誠承認自己的犯行，但他耽溺於幻想之中，認為自己所處的世界是中世紀奇幻風格的角色扮演遊戲，並聲稱自己是把受害者從心魔手中解救出來的聖戰士。在狐塚誠的主觀視角中，川津是被踩扁的青蛙、蝶野是邪惡蝴蝶女，因此馬庭配合扮演吟遊詩人的角色，紀錄狐塚誠的供詞。警察發現他所言與事實吻合，但卻不是襲擊月子的兇嫌。而馬庭也得到啟發，認為在月子遭襲擊前見到的拾荒老婦可能是重要的目擊證人。 |
| 6 |
| 豬狩和馬庭盤問拾荒老婦，但她含糊其辭，並表示案發當晚只看到月子一人。警察質問月子當晚的情況，並亮出在案發現場附近找到的彎曲鐵管，並聲稱她是為了逃離壓力將自己打暈，月子聽到這話後昏了過去。與此同時，離家出走的妙子在風雨交加的街道上徘徊，她的父親雅美打了好幾通電話，妙子總是冷冷地接聽，表示會毀掉一切。妙子的回憶表明，她曾在電腦的資源回收桶裡發現一個檔案，是自己更衣的照片，之後妙子憤而砸毀家具，找到書架後的攝影機。妙子在風雨之中瀕臨絕望，渴望著一切消失，接著便遭到球棒少年襲擊。之後妙子在醫院醒來，她父親表示家已被風暴摧毀，然而妙子卻反問「你是誰？」 |
| 7 |
| 妙子遭到襲擊，而月子和狐塚都沒有不在場證明，馬庭推斷出有另一個球棒少年，並試圖從受害者的關聯推斷出下個受害者。狐塚坦承自己攻擊尚吾和蛭川，而馬庭發現幾乎所有受害者都是在感受到生活壓力時遇襲，並在被攻擊後如釋重負，尚吾是唯一沒有壓力的受害者。但豬狩認為馬庭過於執著，應休假一陣子。狐塚被發現死在牢裡，隨後又有另一個球棒少年現身，翻過警局圍牆揚長而去。 |
| 8 |
| 在網路約好結伴自殺的三人首次碰面，分別是叫老翁「冬蜂」、青年「斑馬」和未成年女孩「小鷗」。兩人不想危害小鷗，便決定甩開她。兩人在廢屋內燒炭後吞藥自盡，卻仍被小鷗找到，之後廢屋突然被拆除。三人決定臥軌自殺，但卻有另一人搶在三人前先自殺，之後斑馬看到死者的靈魂離去。最後三人決定在山裡找棵樹上吊，但樹枝卻折斷了。三人到旅館過夜，言談中提及狐塚亦是自殺小組的成員，夜裡，他們看到球棒少年的身影，小鷗和斑馬開心地向他跑去，球棒少年卻落荒而逃。之後冬蜂驚覺三人沒有影子，三人手拉手哼著歌，在一群準備拍照的少女身後擺姿勢。在少女們拍完照並檢查照片時，對照片影像詫異無比，故事的最後一個鏡頭是保險套販賣機特寫，上面寫著「家庭計畫」。 |
| 9 |
| 四個家庭主婦閒談時分享她們聽說的球棒少年故事。第一個某位少年拚命準備數學考試的故事，少年在考試期間打噴嚏，噴出一堆數學方程式，他躲到廁所嘔吐，並發現球棒少年正俯視他。之後一位走進廁所的教師發現廁所滿是數學公式。第二個故事與婆媳相關，婆婆總是對媳婦惡言相向，無法再忍耐的媳婦決定反擊。此時門鈴聲響，兩人都以為是丈夫回來，但門另一頭的卻是球棒少年，而他也把婆婆打昏了。鴨原太太分享第三個故事，此事發生在醫院，因為護理師失誤，導致使用體外受精的胎兒與父母雙方皆無血緣關係，當準媽媽因腹痛而進行檢查時，超音波顯示發育中的胎兒是微型的球棒少年。因故事難以置信，其他家庭主婦嘲笑一番，但隨後故事一個比一個扯。之後鴨原回到家，發現她那從事編劇的丈夫倒在地上且頭部出血，丈夫表示自己遭到球棒少年襲擊，鴨原開心地要丈夫透露更多細節。                                                   |
| 10 |
| 以月子設計的角色瑪洛美為主角改編成的動畫趕不上製作期限，製作進行猿田直行經常造成團隊的困擾。他駕著車，正在把完成的第一集動畫送出去，卻在車上不斷地打瞌睡。在猿田醒來的時候，他常看到球棒少年在追趕他，而他的夢境講述動畫製作過程，以及製作組成員逐個遭到謀殺的經過。最後，猿田被球棒少年打死，但他已將影片交到了電視台。在首集動畫的結尾，瑪洛美一再重複地說「休息吧」。 |
| 11 |
| 球棒少年找上豬狩的妻子美佐江，美佐江表示她從小體弱多病，但豬狩仍非常愛她，儘管知道她無法生育也依然如故，豬狩擔任保全的薪水無法支付高額手術費，讓美佐江不得不放棄治療。然而隨時間推移，美佐江懷疑豬狩對工作的過度投入是因為想疏遠自己，並對此深感恐懼。球棒少年的身形變得高大，準備一棒打下，但美佐江只是放聲大笑，並表示人類不像他所想地那樣軟弱，因為球棒少年只是幻影，而他的攻擊只是為人們提供虛假的救贖。球棒少年聽到之後便和周圍的一切一起消失，美佐江表示自己會接受手術。另一方面，成了保全的豬狩在多個工地身兼數職，並結識了新同事，發現那是他以前擔任警察時逮捕過的竊賊。如今此人已經服刑五年，出獄後改過向善。兩人聊天時，豬狩表示自己是個老派的警察，只想抓普通的罪犯，無意對付心理罪犯，然後他被傳送到一個符合他理想的虛構世界。馬庭四處尋找豬狩，美佐江也十分擔憂遲遲未歸的丈夫。 |
| 12 |
| 馬庭和球棒少年交戰，並調查他的過去。他先是到醫院探望神秘老人，老人的留下遺言「與兔子共舞」。美佐江告訴馬庭，球棒少年和瑪洛美是同一人。之後真庭到一家模型店，發現模型製造商製作了所有球棒少年案受害者的模型，所有的模型都在對馬庭說話，表示她們也想擊敗球棒少年。在模型協助下，馬庭查到十年前的案子，得知月子在12歲時遭到手持金色球棒的不明人士偷襲。馬庭拜訪月子的父親，在他家的倉庫裡發現一根金色棍棒。馬庭解開了謎團，並致電告訴月子，但瑪洛美剪斷了電話線。巨大的球棒少年正要攻擊月子，馬庭及時趕到並與他激烈交戰，雙方勝負難分，隨後月子和瑪洛美桃進虛構世界，而現實中所有的瑪洛美也化為烏有。 |
| 13 |
| 球棒少年形成的黑色物質將都市淹沒，東京化為廢墟。馬庭透過電視聯絡虛構世界的豬狩，豬狩嗤之以鼻。月子變成12歲的模樣，並稱豬狩為「爸爸」，讓豬狩想起自己一直想要有女兒，而當美佐江現身時，豬狩想起自己曾向她表示，人們不該為了逃避現實並躲進幻想世界。豬狩用金色棍棒打碎虛構世界，回到廢墟般的東京。馬庭解釋有關球棒少年的真相，他表示瑪洛美是月子童年時飼養的狗，某天月子因為經痛而鬆手，導致瑪洛美被車撞死，月子因為害怕被責罵而編造有關球棒少年的故事。月子憶起此事後向童年的自己道歉，並肩負起瑪洛美的死，球棒少年就此消失。兩年後，東京恢復生機，月子成了上班族、川津仍是記者、豬狩依然從事保全。頭髮花白的馬庭在街上寫著複雜的方程式，他最後寫下的字是「動畫」，與第一集相同。 |

## 外部連結
- （日語） 官方網站
- （日語） 妄想代理人 WOWOW網站
- （日語） 「妄想」の産物[永久]
- . KON'STONE.   [2024-04-26]. （原始内容存档于2023-05-30） （日语）.